# المحرق (فرسان)
المحرق  إحدى قرى جزر فرسان. يُعد الموقع أحد المواقع الأثرية في منطقة جازان جنوب المملكة العربية السعودية.

## الوصف
تعتبر القرية من المواقع الأثرية في جزر فرسان، كما أن موقع المحرق مسجل برقم (10 -216ص) ضمن سجلات وكالة الآثار والمتاحف للمواقع التاريخية والأثرية في المملكة العربية السعودية، ومن الآثار الموجودة في الموقع مشاهد يبدو أنها استخدمت بوصفها شواهد قبور بعد الكتابة عليها، والموقع هو مقبرة مسورة من قبل وكالة الآثار والمتاحف، وصخورها كلسية صالحة للكتابة عليها.